# Elżbieta Znamierowska-Rakk
Elżbieta Znamierowska-Rakk (ur. 12 listopada 1945 w Warszawie) – polska historyk i bałkanistka. Profesor nauk humanistycznych w Instytucie Historii Polskiej Akademii Nauk w Warszawie, w latach 2007–2016 adiunkt w Studium Europy Wschodniej Wydziału Orientalistycznego Uniwersytetu Warszawskiego.

## Życiorys
W 1968 ukończyła studia na Uniwersytecie Warszawskim, a w 1970 Podyplomowe Studium Dziennikarstwa. W 1977 obroniła pracę doktorską na Uniwersytecie Mikołaja Kopernika w Toruniu. Habilitowała się w 1990 na podstawie rozprawy „Sprawa Tracji Zachodniej w polityce bułgarskiej 1919-1947”. W 2011 uzyskała tytuł profesorski.
W latach 1994–1997 pracowała na stanowisku profesora Uniwersytetu Kardynała Wyszyńskiego, a w latach 2004–2006 profesora Mazowieckiej Wyższej Szkoły Humanistyczno-Pedagogicznej w Łowiczu.
Specjalistka od historii najnowszej Europy Środkowo-Wschodniej, a szczególnie regionu bałkańskiego. Opublikowała ponad 130 prac w kraju i za granicą, poświęconych głównie kwestii macedońskiej i polityce zagranicznej Bułgarii, a także związkom Polski z Bałkanami.
Od 1986 była sekretarzem Polsko-Bułgarskiej Komisji Historycznej przy Instytucie Historii PAN i Instytucie Historii Bułgarskiej Akademii Nauk w Sofii, od 2002 współprzewodniczy tej Komisji. Od 1991 pełniła funkcję sekretarza redakcji „Studiów z dziejów Rosji i Europy Środkowej”, a także członkini redakcji pisma „Balcanica Posnaniensia. Acta et studia”. Członkini Komisji Najnowszych Dziejów Słowian przy Międzynarodowym Komitecie Slawistów.

## Wybrane publikacje
- Ewolucja stosunków Bułgarii z Grecją i Turcją po drugiej wojnie światowej, Warszawa 1975
- Rozwój stosunków Bułgarii z Grecją i Turcją po II wojnie światowej, Wrocław – Warszawa – Kraków – Gdańsk 1979
- Sprawa Tracji Zachodniej w polityce bułgarskiej (1919-1947), Warszawa 1991
- Federacja Słowian południowych w polityce Bułgarii po II wojnie światowej. Korzenie – próby realizacji – upadek, Warszawa 2005, ISBN 83-89729-27-X.